# Corythophora labriculata
Corythophora labriculata är en tvåhjärtbladig växtart som beskrevs av Scott A. Mori och Ghillean `Iain' Tolmie Prance. Corythophora labriculata ingår i släktet Corythophora, och familjen Lecythidaceae. IUCN kategoriserar arten globalt som sårbar. Inga underarter finns listade i Catalogue of Life.